# Aleksandr Yerokhin
Aleksandr Yuryevich Yerokhin (tiếng Nga: Александр Юрьевич Ерохин; sinh ngày 13 tháng 10 năm 1989) là một cầu thủ bóng đá người Nga thi đấu cho Zenit St. Petersburg ở vị trí tiền vệ trung tâm.

## Sự nghiệp

### Câu lạc bộ
Anh lớn lên ở đội trẻ F.K. Lokomotiv Moskva. Năm 2008, anh ký hợp đồng với FC Sheriff Tiraspol, và thi đấu một vài trận trong mùa giải đó. Mùa giải 2009 anh thi đấu ở đội một.
Ngày 28 tháng 6 năm 2017, anh ký bản hợp đồng 3 năm cùng với F.K. Zenit Sankt Peterburg. Trong ngày thi đấu cuối cùng của mùa giải 2017–18, anh ghi 4 bàn thắng trong chiến thắng 6–0 trước FC SKA-Khabarovsk.

### Quốc tế
Anh được triệu tập vào Đội tuyển bóng đá quốc gia Nga vào tháng 8 năm 2015 tham gia vòng loại Giải vô địch bóng đá châu Âu 2016 trước Thụy Điển và Liechtenstein. Anh có màn ra mắt cho đội tuyển vào ngày 31 tháng 8 năm 2016 trong trận giao hữu với Thổ Nhĩ Kỳ.
Vào ngày 11 tháng 5 năm 2018, anh có tên trong đội hình sơ loại của Nga tham dự Giải vô địch bóng đá thế giới 2018.

## Thống kê sự nghiệp

### Câu lạc bộ
Tính đến trận đấu diễn ra ngày 26 tháng 5 năm 2019
| Câu lạc bộ             | Mùa giải            | Giải vô địch        | Giải vô địch | Giải vô địch | Cúp Quốc gia | Cúp Quốc gia | Châu lục | Châu lục  | Khác    | Khác      | Tổng cộng | Tổng cộng |
| Câu lạc bộ             | Mùa giải            | Hạng đấu            | Số trận      | Bàn thắng    | Số trận      | Bàn thắng    | Số trận  | Bàn thắng | Số trận | Bàn thắng | Số trận   | Bàn thắng |
| ---------------------- | ------------------- | ------------------- | ------------ | ------------ | ------------ | ------------ | -------- | --------- | ------- | --------- | --------- | --------- |
| Sheriff Tiraspol       | 2007–08             | Divizia Națională   | 7            | 2            |              |              | 0        | 0         | 0       | 0         | 7         | 2         |
| Sheriff Tiraspol       | 2008–09             | Divizia Națională   | 27           | 11           |              |              | 4        | 1         | -       | -         | 31        | 12        |
| Sheriff Tiraspol       | 2009–10             | Divizia Națională   | 28           | 11           |              |              | 8        | 0         | -       | -         | 36        | 11        |
| Sheriff Tiraspol       | 2010–11             | Divizia Națională   | 18           | 6            |              |              | 11       | 3         | -       | -         | 29        | 9         |
| Sheriff Tiraspol       | Tổng cộng           | Tổng cộng           | 80           | 30           |              |              | 23       | 4         | 0       | 0         | 103       | 34        |
| Krasnodar              | 2011–12             | RPL                 | 17           | 1            | 2            | 1            | –        | –         | –       | –         | 17        | 2         |
| Krasnodar              | 2012–13             | RPL                 | 2            | 0            | 1            | 1            | –        | –         | –       | –         | 3         | 1         |
| Krasnodar              | Tổng cộng           | Tổng cộng           | 19           | 1            | 3            | 2            | -        | -         | -       | -         | 20        | 3         |
| SKA-Khabarovsk (mượn)  | 2012–13             | RFNL                | 9            | 2            | 0            | 0            | –        | –         | 2       | 0         | 11        | 2         |
| SKA-Khabarovsk         | 2013–14             | RFNL                | 0            | 0            | 0            | 0            | –        | –         | –       | –         | 0         | 0         |
| Ural Sverdlovsk (mượn) | 2013–14             | RPL                 | 25           | 2            | 1            | 0            | –        | –         | –       | –         | 26        | 2         |
| Ural Sverdlovsk        | 2014–15             | RPL                 | 25           | 6            | 1            | 0            | –        | –         | 0       | 0         | 26        | 6         |
| Ural Sverdlovsk        | 2015–16             | RPL                 | 12           | 4            | 2            | 0            | –        | –         | –       | –         | 14        | 4         |
| Ural Sverdlovsk        | Tổng cộng           | Tổng cộng           | 37           | 10           | 3            | 0            | -        | -         | 0       | 0         | 40        | 10        |
| Rostov                 | 2015–16             | RPL                 | 11           | 2            | 0            | 0            | –        | –         | –       | –         | 11        | 2         |
| Rostov                 | 2016–17             | RPL                 | 25           | 4            | 0            | 0            | 13       | 1         | –       | –         | 38        | 5         |
| Rostov                 | Tổng cộng           | Tổng cộng           | 36           | 6            | 0            | 0            | 13       | 1         | -       | -         | 49        | 7         |
| Zenit St.Petersburg    | 2017–18             | RPL                 | 27           | 7            | 0            | 0            | 12       | 1         | –       | –         | 39        | 8         |
| Zenit St.Petersburg    | 2018–19             | RPL                 | 16           | 6            | 1            | 0            | 9        | 0         | –       | –         | 26        | 6         |
| Zenit St.Petersburg    | Tổng cộng           | Tổng cộng           | 43           | 13           | 1            | 0            | 21       | 1         | -       | -         | 65        | 14        |
| Tổng cộng sự nghiệp    | Tổng cộng sự nghiệp | Tổng cộng sự nghiệp | 249          | 64           | 8            | 2            | 57       | 6         | 2       | 0         | 314       | 72        |

### Quốc tế
| Nga       | Nga     | Nga       |
| Năm       | Số trận | Bàn thắng |
| --------- | ------- | --------- |
| 2016      | 4       | 0         |
| 2017      | 11      | 0         |
| 2018      | 7       | 1         |
| 2019      | 2       | 0         |
| 2020      | 8       | 3         |
| Tổng cộng | 32      | 4         |

Thống kê chính xác tính đến trận đấu diễn ra ngày 11 tháng 11 năm 2021

### Bàn thắng quốc tế
Tính đến 10 tháng 9 năm 2018
|    | Ngày                 | Địa điểm                                       | Đối thủ      | Bàn thắng | Kết quả | Giải đấu                 |
| -- | -------------------- | ---------------------------------------------- | ------------ | --------- | ------- | ------------------------ |
| 1. | 10 tháng 9 năm 2018  | Rostov Arena, Rostov-on-Don, Nga               | Cộng hòa Séc | 2–0       | 5–1     | Giao hữu                 |
| 2. | 4 tháng 9 năm 2021   | Sân vận động GSP, Nicosia, Síp                 | Síp          | 1–0       | 2–0     | Vòng loại World Cup 2022 |
| 3. | 11 tháng 11 năm 2021 | Sân vận động Krestovsky, Saint Petersburg, Nga | Síp          | 1–0       | 6–0     | Vòng loại World Cup 2022 |
| 4. | 11 tháng 11 năm 2021 | Sân vận động Krestovsky, Saint Petersburg, Nga | Síp          | 6–0       | 6–0     | Vòng loại World Cup 2022 |

## Danh hiệu

### Câu lạc bộ
FC Sheriff Tiraspol
- Giải bóng đá hạng nhất quốc gia Moldova:
  - 2008, 2009, 2010
- Cúp bóng đá Moldova:
  - 2008, 2009
- CIS Cup:
  - 2009

### Cá nhân
- Vua phá lưới CIS Cup:
  - 2009 (chung)